# Lista delle micronazioni
Questa è la lista delle micronazioni più note, o che hanno contribuito alla risonanza mediatica del fenomeno; per una lista più aggiornata e completa, si può vedere la categoria (il numero delle micronazioni tende a variare nel tempo).
Mentre un microstato è uno stato reale a tutti gli effetti, una micronazione è un fenomeno effimero che ne imita esteriormente alcuni aspetti formali. L'inconsistenza e il carattere velleitario (spesso apertamente ludico) distingue nettamente queste iniziative da ben più concreti tentativi di secessione o di autodeterminazione.
La suddivisione è quella utilizzata nell'articolo principale.

## Comunità politiche, sociali, ed economiche
| Nome             | Bandiera | Fondazione       | Descrizione |
| ---------------- | -------- | ---------------- | --- |
| Christiania      |          | 1971             | Distretto di Copenaghen con leggi particolari sull'uso delle droghe, che però ha perso la sua peculiarità da qualche anno. |
| Regno di Talossa |          | 26 dicembre 1979 | Fondata a Milwaukee dal quattordicenne Robert Ben Madison nel 1979, proclamatosi re Robert I: a causa di una disputa sul suo controllo sulla politica interna di Talossa e sull'immigrazione, nel 1998 uscirono dal Regno alcuni membri, fondando il Free Commonwealth of Penguinea; nel 2004 questo gruppo si unì a un'altra serie di cittadini scontenti, che formarono la Repubblica di Talossa. Regno e Repubblica si riunirono più tardi (2012). |

## Ricostruzioni storiche
In questa categoria figurano molte micronazioni simili alle precedenti, ma con la caratteristica di voler ripetere le strutture politiche di nazioni ormai scomparse e ricreare il passato.
| Nome      | Bandiera | Fondazione       | Descrizione |
| --------- | -------- | ---------------- | --- |
| Nova Roma |          | 28 febbraio 1998 | Ha coniato monete, e usa il latino come lingua ufficiale. Si prepone come fine ultimo la ricostituzione di una nazione sul modello della Repubblica romana. |

## "Ludo nazioni"

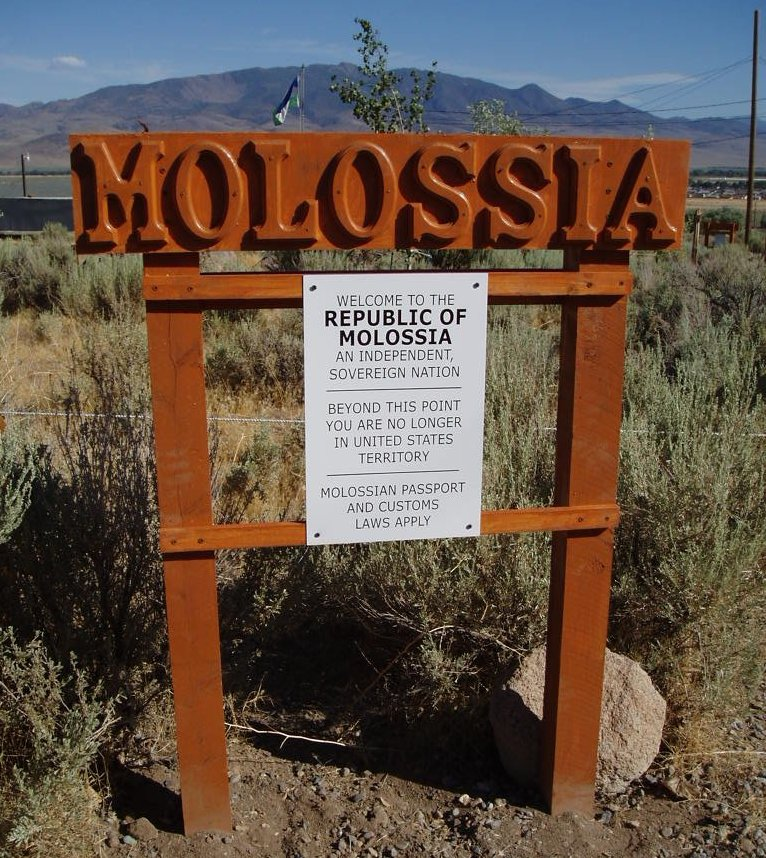
Cartello all'entrata della Repubblica di Molossia

Si tratta delle micronazioni più comuni. Generalmente esistono solo "per divertimento", hanno pochi membri, sono di natura molto effimera e non superano i mesi di vita, anche se ci sono casi eccezionali. Di solito servono solo a fornire ai propri fondatori i simboli statali, i titoli, gli onori e simboli araldici derivati dalla tradizione feudale europea. In genere conducono "guerre" e "attività diplomatiche" con altre micronazioni e in alcuni casi dichiarano di essere collocate in continenti e pianeti fantasiosi.
| Nome                                                 | Bandiera | Fondazione | Descrizione |
| ---------------------------------------------------- | -------- | ---------- | --- |
| Repubblica di Frigolandia                            |          | 2005       | È una repubblica pensata da Vincenzo Sparagna ed Andrea Pazienza nel 1988, ed instaurata nel 2005 da Sparagna nel Comune di Giano dell'Umbria come "Repubblica della fantasia". La Repubblica ospita un Museo di arte contemporanea e fumetto con più di 500 opere, 4000 tavole e numerose riviste di fumetto underground, oltre alla redazione delle riviste Il Nuovo Male e Frigidaire. |
| Il Regno dell'Amore                                  |          | 2004       | È un tentativo del re Danny I (Danny Wallace) di creare una nazione virtuale basata nel suo appartamento a Londra. |
| Impero aericano                                      |          | 1987       | Una Monty Pythonesca micronazione fondata nel 1987 e nota per gli strani usi e costumi, la bandiera con lo smiley e la serie di festività nazionali che include la "Topin Wagglegammon". |
| Parva Domus                                          |          | 1878       | Autoproclamata repubblica indipendente, è una micronazione per scopi sociali e di intrattenimento. Situato a Montevideo, in Uruguay. |
| Repubblica di Molossia                               |          | 1977       | Una micronazione di 2,5 ettari basata nel deserto vicino Reno (Nevada), creata dal suo presidente Kevin Baugh. Qui è ambientata la miniserie web "Kickassia", interpretata dal recensore americano Nostalgia Critic (Doug Walker) e altri youtuber famosi in America. Dal 1983 è in guerra con la Germania Est. |
| Repubblica di Rino Island (República de Rino Island) |          | 2009       | Micronazione sudamericana che rivendica l'isola del Podestà, Minnehaha, Emily e Rivadeneyra, al largo della costa del Cile, nell'oceano Pacifico. |
| Repubblica di Saugeais (République du Saugeais)      |          | 1947       | Una Repubblica nel Dipartimento di Doubs in Francia, al confine con la Svizzera. La Repubblica è stata creata con le 11 municipalità di Les Alliés, Arcon, Bugny, La Chaux, Gilley, Hauterive-la-Fresse, La Longeville, Montflovin, Maisons-du-Bois-Lièvremont, Ville-du-Pont e la capitale Montbenoît. Ha avuto come "presidente" Georgette Bertin-Pourchet, eletta nel 2006, un "primo ministro" e numerosi "cittadini". È nata come scherzo tra un albergatore della zona ed un prefetto di passaggio. |
| Valtio                                               |          | 2006       | 50 m² di foresta basata a Posio in Finlandia, fondata da Ari Peltonen come scherzo. Radio Helsinki e Helsingin Sanomat ne hanno seguito lo sviluppo. Ha anche tentato la partecipazione all'Eurovision Song Contest 2007, ma fu scartato dall'Unione europea di radiodiffusione. |

## Repliche di opere letterarie o cinematografiche
Queste nazioni sono generalmente il prodotto di gruppi musicali, scrittori, o cineasti, e talvolta hanno un seguito su Internet. Sono le uniche micronazioni che possono diventare famose senza nemmeno provarci.

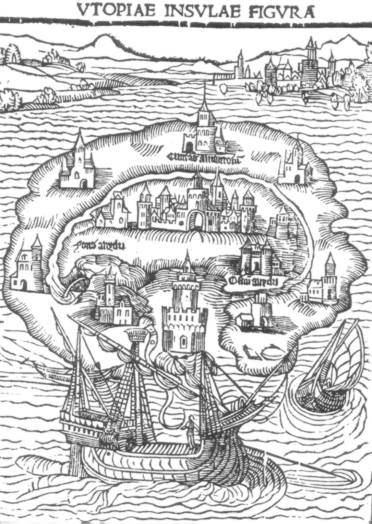
Illustrazione per L'Utopia di Tommaso Moro

| Nome                     | Bandiera | Fondazione | Descrizione |
| ------------------------ | -------- | ---------- | --- |
| Ducato di Grand Fenwick  |          | 1370       | Famosa micronazione del film Il ruggito del topo (The Mouse that Roared) con protagonista Peter Sellers, del 1959. |
| Ecotopia                 |          |            | Un romanzo su una nazione che si separa dagli Stati Uniti e forma una specie di utopia ecologica. Il libro venne pubblicato nel 1975 da Ernest Callenbach.                                                            |
| Ladonia                  |          | 1980       | Creata dall'artista svedese Lars Vilks come casa per le sculture create da lui in una riserva naturale a nord ovest della Scania                                                                                      |
| Molvania                 |          |            | Una nazione fittizia creata come parodia letteraria dei paesi dell'Europa dell'Est; è nata in una parodia di una guida turistica                                                                                      |
| Neue Slowenische Kunst   |          | 1984       | In tedesco significa "Nuova Arte Slovena"; è un gruppo di artisti sloveni che hanno creato una micronazione |
| Repubblica di Kugelmugel |          | 1984       | Fondata da un artista austriaco e basata in una casa a forma di sfera a Vienna, nel parco del Prater, è diventata presto un'attrazione turistica                                                                      |
| San Serriffe             |          |            | È un pesce d'aprile creato dal giornale inglese The Guardian il 1º aprile 1977. L'isola fantasiosa è stata descritta in un supplemento di sette pagine e rivisitato dal giornale più volte negli anni successivi      |
| L'Utopia                 |          |            | di Tommaso Moro è un famoso regno isolano di fantasia, dove la proprietà privata non esiste, e tutto viene tenuto in comune. Il termine "utopia" è diventato di uso comune come sinonimo di Stato perfetto ed ideale. |

## Veicoli di propaganda o protesta sociale
Queste nazioni sono classificati come veicoli di propaganda e protesta sociale, ma a volte si trasformano in organismi di pubbliche relazioni ovvero di interesse sociale per l'umanità.

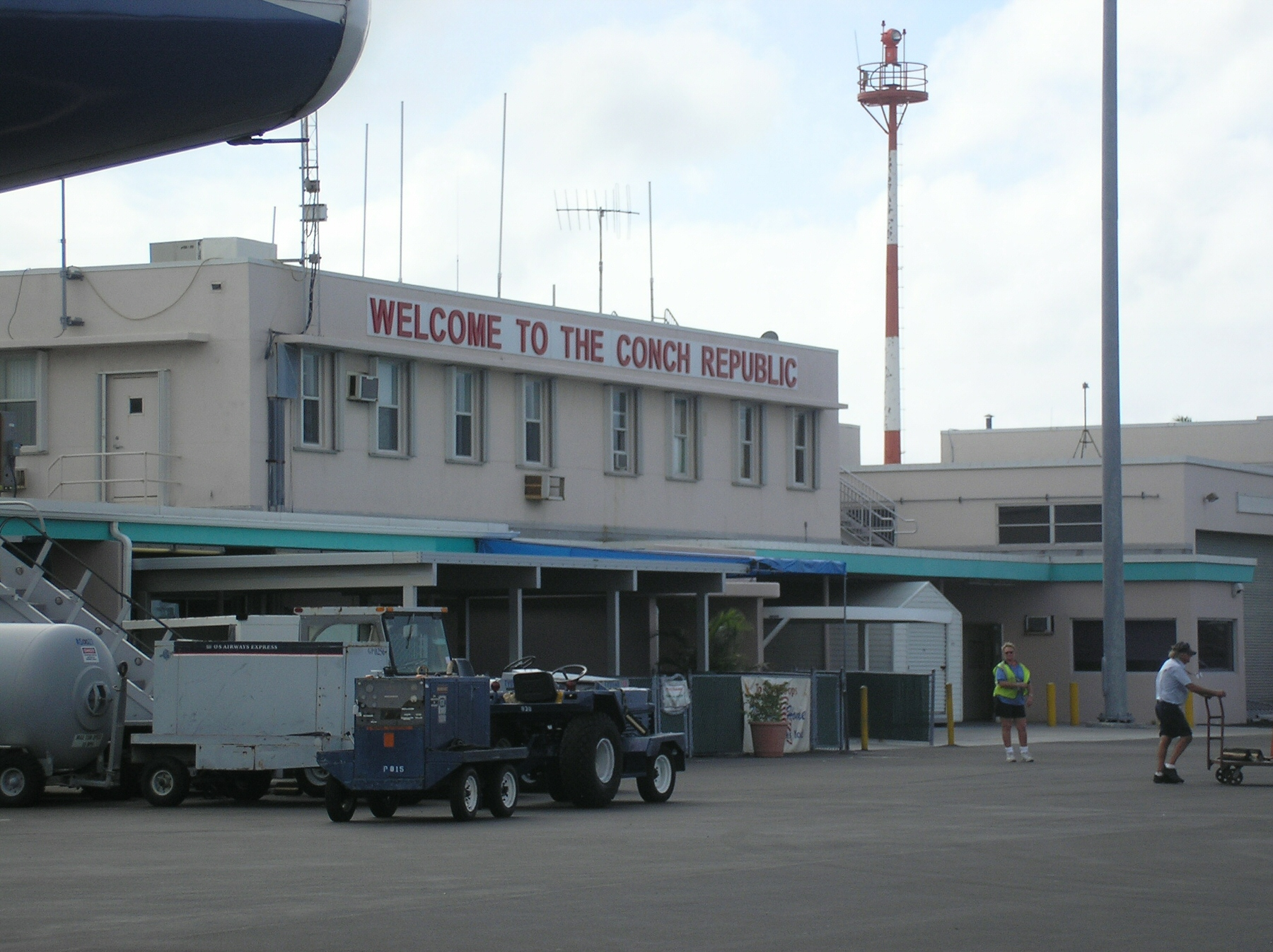
Il cartello "Welcome to the Conch Republic" all'Aeroporto internazionale di Key West

| Nome                                              | Bandiera | Fondazione  | Descrizione |
| ------------------------------------------------- | -------- | ----------- | --- |
| Akhzivland                                        |          |             | È una "repubblica indipendente" auto-proclamata, stabilita dal marinaio hippy israeliano Eli Avivi su una spiaggia del Mediterraneo a Akhziv in Israele. |
| Antarcticland                                     |          | 1821        | comprendente le terre e le isole dell'Antartide che si estendono dal polo Sud al 60° S di latitudine e comprese tra le longitudini 90° W e 135° W, con un'area totale di 1.554.424 km², un poco meno del territorio occupato da Portogallo, Spagna, Francia, Italia e Svizzera messe insieme. Il territorio è stato reclamato alle Nazioni Unite con notifica legale in base al diritto jus gentium ed a quello di autodeterminazione dei popoli riconosciuto dalla Carta Magna delle NU da un discendente dello scopritore del continente di ghiaccio: Fabian Gottlieb von Bellingshausen |
| Repubblica Conch                                  |          | 1982        | Cominciò come una protesta dei residenti e degli esercizi commerciali delle isole delle Florida Keys contro il blocco stradale dello United States Border Patrol. Rimane come attrazione turistica |
| Regno Gay e Lesbo delle Isole del Mar dei Coralli |          | 2004 - 2017 | Fondato il 14 giugno 2004 sulle isole disabitate del Mar di Corallo al largo del Queensland, da un gruppo di attivisti LGBT capitanti da Dale Parker Anderson, in risposta al rifiuto del governo australiano di riconoscere il matrimonio fra persone dello stesso sesso in Australia. Sciolta nel novembre del 2017 in seguito all’approvazione delle leggi sui matrimoni omosessuali. |
| Hay-on-Wye                                        |          | 1977        | Città del Galles che fu dichiarata indipendente dal bibliofilo Richard Booth, con intento pubblicitario al fine di promuovere la città come "città dei libri" |
| Repubblica dei Piani Sottani                      |          | 1950        | Repubblica "assoluta indipendente", fondata a Grassano sui propri terreni (dove aveva anche un ristorante) dal contadino Michele Mulieri, e che fu uno dei primi esempi di micronazione (la seconda più antica in Europa, al momento dell'autoproclamazione). Mulieri rifiutava per protesta, dopo diverse controversie con enti pubblici e politici, di pagare le tasse all'Italia e di iscrivere il figlio all'anagrafe e a scuola. |
| Repubblica Libera di Wendland                     |          | 1980        | Nata come protesta antinucleare nel Lüchow-Dannenberg, venne rioccupata da centinaia di poliziotti dopo poche settimane |
| Repubblica Marittima di Eastport                  |          |             | Una zona della città di Annapolis nel Maryland, che si è "separata" dal resto della città. Esiste ancora come veicolo pubblicitario, e tiene un particolare evento in forma di tiro alla fune per scopi caritatevoli |
| Repubblica Indipendente di Malu Entu              |          | 2008        | L'isola di Vento cattivo/ Vento avverso presso la costa occidentale della Sardegna, disabitata, è stata occupata e proclamata repubblica indipendente il 27 agosto 2008 da un gruppo di indipendentisti sardi guidati da Salvatore Meloni, che ha assunto il titolo di Presidente. Il 16 gennaio 2010 il medesimo gruppo di attivisti ha occupato l'isolotto di Serpentara (presso Villasimius) dichiarandone l'annessione alla Repubblica di Malu Entu. |
| Repubblica di Whangamomona                        |          | 1989        | Vennero ridisegnati i confini regionali, con la scusa della connessione alla rete idrica nazionale. Questi nuovi confini vedevano Whangamomona fare parte della regione di Manawatu-Wanganui. I residenti non concordavano, perché volevano continuare a fare parte della regione di Taranaki soprattutto per motivi legati alla rivalità tra le rispettive squadre di rugby regionali, e il 1º novembre 1989, risposero dichiarandosi indipendenti. La città continua a celebrare il Republic Day annualmente e contestualmente elegge democraticamente il presidente.                    |
| Principato di Filettino                           |          | 2011 - 2012 | Il principato venne creato dal sindaco del paese per protestare contro l'azienda ed anche per contro il governo della legge sull'accorpamento dei piccoli comuni; durò per breve periodo poi venne soppressa. |

## Micronazioni con motivazione fraudolenta
È il caso di micronazioni usate per coprire esercizi commerciali abusivi o interamente fraudolenti.
| Nome                    | Bandiera | Fondazione | Descrizione |
| ----------------------- | -------- | ---------- | --- |
| Aeterna Lucina          |          | 1978       | Micronazione australiana fondata dall'auproclamato barone Paul Robert Neuman che reclamò proprietà nel Nuovo Galles del Sud. Fu origine di frodi per l'emissione di permessi |
| Dominion of Melchizedek |          | 1986       | che è noto soprattutto in America e in Italia per le sue attività. È stato condannato in tutto il mondo per promuovere attività bancarie fraudolente e per il coinvolgimento di uno dei suoi fondatori nel tentativo di secessione dell'isola di Rotuma nelle Figi. Nel maggio 2002 sette persone vennero arrestate a Roma per frode esercitata attraverso una banca registrata in questa micronazione |
| Nuova Utopia            |          | 1990       | voluta da Howard Turney, promotore della longevità di Oklahoma City, al fine di creare un progetto di una nuova nazione su basi libertariste. Il progetto venne bloccato dalla corte federale degli Stati Uniti in quanto sembra che fosse solo una copertura per una complessa operazione di investimenti fraudolenti nella costruzione di un'isola artificiale tra Honduras e Cuba sul Misteriosa Bank. Tuttavia l'isola non ha mai visto la sua realizzazione |
| Regno di EnenKio        |          | 1994       | che pretese l'Atollo Wake nelle Isole Marshall appartenenti alle Isole minori esterne degli Stati Uniti, è stato condannato per aver venduto passaporti e documenti diplomatici del governo delle Isole Marshall e degli Stati Uniti. Il 23 aprile 1998 il Ministro degli Esteri delle Isole Marshall ha emanato un documento ufficiale denunciando le rappresentative di "EnenKio" e di "Melchizedek" per avere rappresentanze fraudolente |
| Territorio di Poyais    |          | 1822       | venne inventato dall'avventuriero scozzese ed eroe dell'indipendenza sudamericana Gregor MacGregor all'inizio del XIX secolo. Sulla base di un territorio garantitogli dal re del popolo Mosquito nell'attuale Honduras, MacGregor creò una delle più elaborate frodi della storia. Facendo presa sui più importanti ambienti politici e finanziari di Londra con storie false su un bucolico e ricchissimo paese, dichiarò di governare in qualità di benevolo principe sovrano o "Cazique", quando arrivò in Inghilterra nel 1822. Tale frode ebbe un ruolo di rilievo nel favorire la bolla speculativa passata poi alla storia come Panico del 1825 |

## Anomalie storiche e aspiranti Stati
Un piccolo numero di micronazioni hanno l'unico fine apparente di affermarsi come Stati sovrani. Molte di esse sono basate su anomalie storiche o su eccentriche interpretazioni di leggi. Sono micronazioni collocate in territori spesso limitati (e talvolta contesi) e sono tollerati o ignorati dalle nazioni da cui pretenderebbero una secessione.

Principato di Sealand

| Nome                                                                                          | Bandiera | Fondazione  | Descrizione |
| --------------------------------------------------------------------------------------------- | -------- | ----------- | --- |
| Lundy                                                                                         |          | 1925        | Isola al largo delle coste occidentali dell'Inghilterra che storicamente (XI–XII secolo) ha goduto di ampia autonomia dall'Inghilterra sotto vari signori. Tra il 1925 e il 1931 i possessori si proclamarono re e coniarono monete senza dichiarare un'indipendenza formale. |
| Principato di Hutt River                                                                      |          | 1970 - 2020 | (Formalmente "Hutt River Province"). È una fattoria nell'Australia occidentale di 75 km² fondata nel 1970 che, secondo l'interpretazione di alcune leggi della Corona Britannica, è stato affermato che possa dichiarare la sua secessione dall'Australia per essere un principato indipendente. Ha una popolazione di 13.000 abitanti, e quindi è probabilmente la micronazione più popolosa. A causa della crisi economia e della pandemia di COVID-19 è dissolto.                                                                                       |
| Principato di Sealand                                                                         |          | 1967        | È un sedicente principato situato al largo della costa della Gran Bretagna, inizialmente in acque non territoriali, su una piattaforma antiaerea abbandonata della Seconda guerra mondiale. Occupata da un gruppo radio pirata nel 1967 come base per le proprie operazioni, la piattaforma è anche base operativa di HavenCo, un "paradiso informatico" per il web-hosting sicuro; ha ospitato anche Napster in uno dei periodi più discussi. Questa micronazione non solo stampa "francobolli" e "monete", ma ha anche alcune rappresentative di atleti. |
| Principato di Seborga                                                                         |          | 1963        | In base alla presunta non annessione con documenti ufficiali, il Comune di Seborga, in Italia, è ritenuto da alcuni suoi abitanti un principato indipendente, in base a notizie risalenti al Medioevo e all'Età Moderna. Rispettano in ogni caso tutte le leggi italiane, comprese le tasse e il voto. |
| Regno dell'Umanità                                                                            |          | 1878        | Micronazione fondata nelle Isole Spratly tra Filippine e Vietnam dall'inglese James George Meads che si proclamò re Giacomo I; a differenza di altre, venne riconosciuta da alcuni stati come la Gran Bretagna. Ebbe anche un'università e una popolazione di circa 7000 persone fino a che le isole vennero occupate prima dalla Francia e poi dal Giappone, nel 1939, costringendo il sovrano a fuggire in Australia. Erede di questo regno è oggi la Repubblica di Morac-Songhrati-Meads.                                                               |
| Regno di Araucanía e Patagonia                                                                |          | 1860        | Questo "regno" sudamericano fu proclamato dell'avventuriero francese Orélie Antoine de Tounens. L'estensione territoriale rivendicata era assai vasta. |
| Regno di Redonda                                                                              |          | 1865        | Redonda, un'isola disabitata di circa 3 km² del gruppo delle Leeward nelle Indie Occidentali, fu per breve tempo indipendente. Oggi l'isola appartiene allo stato di Antigua e Barbuda. |
| Regno di Tavolara                                                                             |          |             | Tavolara è un'isola della costa nord-est della Sardegna, che nel 1836 sarebbe stata riconosciuta come regno dal re Carlo Alberto di Savoia; "di fatto" rientrò nel territorio del Regno d'Italia, all'atto della proclamazione di quest'ultimo, il 17 marzo 1861. |
| Repubblica Esperantista dell'Isola delle Rose (Esperanta Respubliko de la Insulo de la Rozoj) |          | 1968 - 1969 | Piattaforma artificiale nell'Adriatico, 500 metri fuori dalle acque territoriali italiane, al largo di Torre Pedrera, nota anche come "Libero Territorio dell'Isola delle Rose", a opera dell'ingegnere bolognese Giorgio Rosa, costruita dal 1958 al 1967 e il 1º maggio 1968 autoproclamò lo status di Stato indipendente.. |
| Repubblica del Fiume Indiano (Republic of Indian Stream)                                      |          | 1832-1835   | Territorio residuale sul luogo dell'attuale città di Pittsburg (New Hampshire), nacque da un'anomalia geografica lasciata irrisolta dal Trattato di Parigi che mise fine alla Rivoluzione americana. Risale al periodo dal 1832 al 1835 e fu reclamato sia dagli Stati Uniti che dal Canada. |
| Repubblica di Morac-Songhrati-Meads                                                           |          | 1959        | È una micronazione stabilita nelle Isole Spratly da Christopher Schneider nel 1959 con l'obiettivo di rimpiazzare il precedente Regno dell'Umanità (di cui si è detto sopra), a cui succedette, nominando Schneider come "capo di Stato" e Morton Mead, l'"erede" formale dell'antico regno, come ambasciatore alle Nazioni Unite. Esiste un "governo in esilio" in Australia. |

## Progetti di nuove nazioni

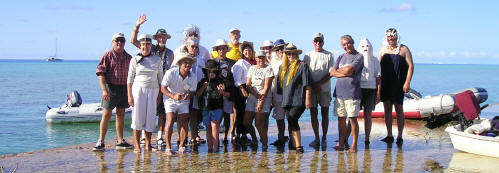
Sbarco nella Repubblica di Minerva

Il progetto di nuove nazioni sono focalizzati a fondare completamente delle nuove nazioni in senso reale. Tipicamente hanno l'obiettivo di creare isole artificiali (alcune realmente costruite).
| Nome                                            | Bandiera | Fondazione | Descrizione |
| ----------------------------------------------- | -------- | ---------- | --- |
| Operazione Atlantide                            |          |            | agli inizi degli anni '70 un gruppo libertario di New York progettò la costruzione di un battello chiamato Freedom con cui navigare i Caraibi, e mettere qui le ancore in maniera permanente. Il battello affondò in un uragano insieme al suo progetto. |
| Asgardia                                        |          | 2016       | progetto di creazione di una micronazione che basa il proprio territorio nello spazio, creata dal presidente del comitato scientifico dello spazio dell'UNESCO, Igor Ashurbeyli. La micronazione è formata da 1 048 016 asgardiani.                      |
| Principato di Freedonia                         |          | 2001       | un progetto libertario che aveva tentato di comprare un territorio dal sultano di Awdal nel Somaliland nel 2001. Il risultato fu una rivolta pubblica con la morte di un civile.                                                                         |
| Progetto Oceania (o anche "Progetto Atlantide") |          |            | era un altro progetto di natura libertaria che voleva creare un'isola artificiale. Raccolse 400.000 dollari prima di cadere in bancarotta nel 1994. |
| Repubblica di Minerva                           |          | 1972       | un altro progetto libertariano che aveva l'obiettivo di costruire un'isola sul reef Minerva a sud delle Figi nel 1972. L'isola venne realizzata ma il gruppo venne espulso dalla truppe di Tonga, che poi annessero formalmente l'isola.                 |
| Libera Repubblica di Liberland                  |          | 2015       | Fondata da Vít Jedlička il 13 aprile 2015 in un territorio compreso tra Croazia e Serbia e non appartenente ai due stati. Il 22 settembre 2023 le autorità croate invasero la micronazione                                                               |

## Altri casi
- In Europa:
  - Repubblica di Bosgattia (Italia)
  - Romkerhall (Germania)
  - Île d'Or (Francia)
- In Oceania:
  - Aramoana (Nuova Zelanda)[25][30]
  - Principato di Marlborough (Australia)[30]
  - Rainbow Creek (Australia)[30]
- Senza territorio:
  - Asgardia
  - Granducato di Avram (Australia)
- Progettate o tentate ma non realizzate:
  - Celestia (rivendicava la sovranità sull'Universo eccettuata la Terra)
  - Frestonia (Freston Road a Notting Hill, Londra)